# 图瓦里亚
图瓦里亚（法語：Thoiria，法語發音：[twaʁja]）是法国汝拉省的一个市镇，属于隆斯勒索涅区。

## 地理
图瓦里亚（46°32'1"N, 5°44'11"E）面积12.24 平方千米，位于法国勃艮第-弗朗什-孔泰大區汝拉省，该省份为法国东部内陆省份，北起上索恩省，西北接科多尔省，西临索恩-卢瓦尔省，南至安省，东与杜省和瑞士接壤。
与图瓦里亚接壤的市镇（或旧市镇、城区）包括：苏西亚、默西亚、安河畔巴雷西亚、沙泰勒德茹、夸龙。

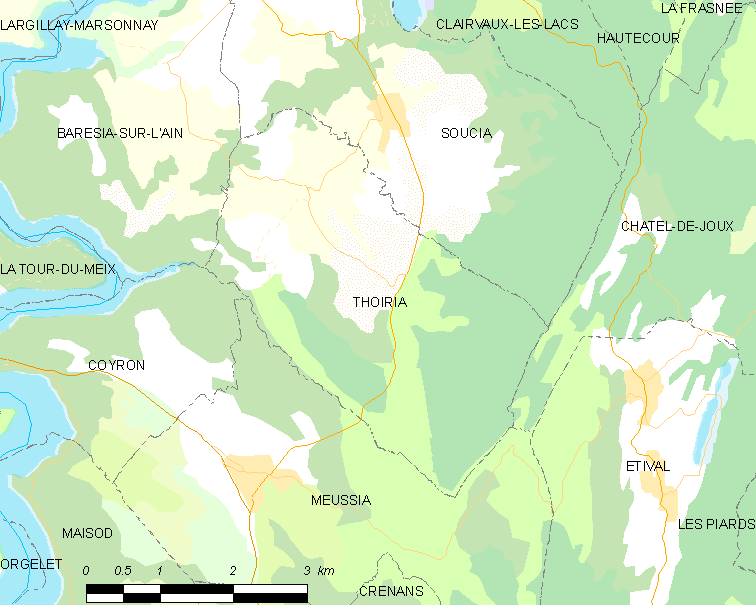
图瓦里亚的OSM定位图

图瓦里亚的时区为UTC+01:00、UTC+02:00（夏令时）。

## 行政
图瓦里亚的邮政编码为39130，INSEE市镇编码为39531。

## 政治
图瓦里亚所属的省级选区为圣洛朗昂格朗沃县。

## 人口

1962-2008年间图瓦里亚人口变化图示

图瓦里亚于2022年1月1日时的人口数量为183人。